# Hangarstein
Der Hangarstein ist ein 418,5 m ü. NHN hoher Berg des Habichtswälder Berglands. Er liegt bei Fürstenwald und Weimar im hessischen Landkreis Kassel (Deutschland).

## Geographie

### Lage
Der Hangarstein erhebt sich im Nordostteil des Naturparks Habichtswald. Sein Gipfel liegt 1,5 km südlich vom Caldener Ortsteil Fürstenwald und 1,9 km westnordwestlich vom Ahnataler Ortsteil Weimar; er befindet sich im Caldener Gemeindegebiet wenige Meter nordwestlich der Grenze zu Ahnatal. Während das Gelände in Richtung Südwesten über die Helfensteine (509,8 m) zum 2,3 km südwestlich befindlichen Hohen Dörnberg (578,7 m) überleitet, fällt es nach Norden in die von der Nebelbeeke durchflossene Westuffelner Senke und nach Osten unter anderem durch das Tal des Dorfbachs in jenes der Ahne ab.

### Naturräumliche Zuordnung
Der Hangarstein gehört in der naturräumlichen Haupteinheitengruppe Westhessisches Berg- und Senkenland (Nr. 34) und in der Haupteinheit Habichtswälder Bergland (342) zur Untereinheit Dörnberg und Schreckenberge (342.3). Die Landschaft fällt nach Norden in den zur Untereinheit Nordhabichtswälder Vorland (343.5) zählenden Naturraum Westuffelner Senke (343.50) ab und nach Osten in die Untereinheit Kasseler Becken (343.3), die beide Teil der Haupteinheit Westhessische Senke (343) sind.

### Wasserscheide und Gewässer
Der Hangarstein liegt, wie auch der Hohe Dörnberg, auf der Wasserscheide zwischen Fulda und Diemel. Während der ostwärts fließende Dorfbach (Servitutgraben; 4,8 km lang) durch die Ahne in die Fulda entwässert, fließt die vom Hohen Dörnberg kommende und etwas westlich des Hangarsteins zur Westuffelner Senke strebende Nebelbeeke (10,8 km) etwa nach Nordwesten durch die Warme in die Diemel. Schließlich münden Fulda und Diemel in die Weser. Unterhalb des Hangarstein erstreckt sich in einem einstigen Basaltsteinbruch der kleine Hangarsteinsee (im Volksmund Hanges genannt).

### Geologie
Der Gipfel des Hangarsteins besteht aus Basaltgestein. Wie an den nahegelegenen Basaltkuppen des Dörnbergs und Habichtswalds handelt es sich vermutlich um einen kieselsäurearmen Alkalibasalt des nordhessischen Vulkangebiets, genauere Analysen fehlen. Der einst vorragende Basaltfelsen wurde durch den Steinbruch abgebaut; Bemühungen zu seiner Erhaltung als geologisches Naturdenkmal im Jahr 1908 durch Bernhard Schaefer (1864 – 1931) des gerade neu gegründeten preußischen Bezirkskomitees für Naturdenkmalpflege waren erfolglos geblieben. Die im ehemaligen kleinen Steinbruch anstehenden, teilweise waagrecht liegenden Basaltsäulen galten als besonders schön ausgebildet. Gedeutet wird das Vorkommen am Hangarstein als gangförmige Füllung eines Fördergangs oder Eruptionsschlots. Der harte, als Härtling durch die Erosion freipräparierte Basalt hat unverfestigten marinen (in einem Meeresarm abgelagerten) Sand des Oligozäns (teilweise Kasseler Meeressand des Chattiums) vor Abtragung geschützt, der großflächig um die Kuppe ansteht. Dieser lagert diskordant dem Sockel aus Gesteinen der Trias (Unterer Muschelkalk im Westen und Tonstein des Röt im Osten) auf.

## Verkehrsanbindung und Wandern
Nordöstlich vorbei am Hangarstein führt die Kreisstraße 30. Etwa parallel dazu verläuft mit Haltestellen in Fürstenwald und Weimar die auch von der RegioTram Kassel bediente Bahnstrecke Volkmarsen–Vellmar-Obervellmar. Vorbei am Berg führen durch Fürstenwald und Weimar der Märchenlandweg und durch Weimar der Kassel-Steig. Der Berg ist zum Beispiel auf Feld- und Waldwegen zu erreichen, die vom Dörnbergmassiv kommen oder von der K 30 bzw. von den beiden Wanderwegen abzweigen.